# Glénay
Glénay é uma comuna francesa na região administrativa da Nova Aquitânia, no departamento de Deux-Sèvres. Estende-se por uma área de 21,14 km². Em 2010 a comuna tinha 583 habitantes (densidade: 27,6 hab./km²).